# Barbechat
Barbechat är en kommun i departementet Loire-Atlantique i regionen Pays de la Loire i nordvästra Frankrike. Kommunen ligger i kantonen Le Loroux-Bottereau som tillhör arrondissementet Nantes. År 2018 hade Barbechat 1 308 invånare.

## Befolkningsutveckling
Antalet invånare i kommunen Barbechat
| Referens: INSEE |